# Железничка станица Земун
Железничка станица Земун је једна од железничких станица Београдског железничког чвора, пругa Београд—Шид и Београд—Суботица и стајалиште прве линије БГ ВОЗ-а. Налази се у насељу Нови Град у градској оптшини Земун у Београду. Смештена је у близини ауто-пута Београд—Нови Сад. Пруга се наставља ка Земун Пољу у једном смеру и у другом према Тошином бунару. Железничка станица Земун се састоји из 10 колосека.